# Альошино (Новгородська область)
Альошино (рос. Алёшино) — присілок у Боровицькому районі Новгородської області Російської Федерації.
Населення становить 103 особи. Належить до муніципального утворення Прогреське сільське поселення.

## Історія
До 1927 року населений пункт перебував у складі Новгородської губернії. У 1927-1944 роках перебував у складі Ленінградської області.
Орган місцевого самоврядування від 2010 року — Прогреське сільське поселення.

## Населення
| 2000 | 2001 | 2002 | 2003 | 2004 | 2005 | 2006 |
| ---- | ---- | ---- | ---- | ---- | ---- | ---- |
| 170  | ↘169 | →169 | ↘152 | ↗153 | ↗155 | ↘152 |
| 2007 | 2008 | 2009 | 2010 |      |      |      |
| ↘151 | ↘147 | ↗149 | ↘103 |      |      |      |